# Алдабергеновский сельский округ
Алдабергеновский сельский округ — административно-территориальное образование в Ескельдинском районе Жетысуской области.

## Населённые пункты
В состав Алдабергеновского сельского округа входит 4 сёла (население согласно переписи 2009 года):
- Алдабергеново (3669 чел.)
- Жастар (825 чел.)
- Жаналык (309 чел.)

Аким округа — Мусапиров Тулеген Аппакович.

## Образование и культура
В селе Жастар находится Коксуский сельскохозяйственный колледж.